# Михайлівська селищна рада (Ровеньки)
Миха́йлівська се́лищна ра́да — орган місцевого самоврядування у складі Ровеньківської міської ради Луганської області. Адміністративний центр — селище міського типу Михайлівка.

## Загальні відомості
- Михайлівська селищна рада утворена в 1954 році.
- Територія ради: 9,89 км²
- Населення ради: 4 472 особи (станом на 2001 рік)

## Населені пункти
Селищній раді підпорядковані населені пункти:
- смт Михайлівка
- смт Гірник
- смт Тацине

## Склад ради
Рада складається з 20 депутатів та голови.
- Голова ради: Іванович Василь Микитович
- Секретар ради: Вінда Олена Валеріївна

### Керівний склад попередніх скликань
| ПІБ                       | Основні відомості                                                                    | Дата обрання | Дата звільнення |
| ------------------------- | ------------------------------------------------------------------------------------ | ------------ | --------------- |
| Іванович Василь Микитович | Селищний голова, 1955 року народження, освіта середня загальна, член Партії регіонів | 26.03.2006   | 31.10.2010      |
| Іванович Василь Микитович | Селищний голова, 1955 року народження, освіта середня загальна, член Партії регіонів | 31.10.2010   |                 |

Примітка: таблиця складена за даними джерела

### Депутати
За результатами місцевих виборів 2010 року депутатами ради стали:

#### За суб'єктами висування
| Суб'єкт висування           | Кількість обраних депутатів | %  |
| --------------------------- | --------------------------- | -- |
| Партія регіонів             | 17                          | 85 |
| Комуністична партія України | 2                           | 10 |
| Самовисування               | 1                           | 5  |

#### За округами
| № округу                    | Прізвище, ім'я, по батькові     | Дата визнання обраним | Освіта         | Партійна приналежність            | Відомості про обраного депутата                                                            |
| --------------------------- | ------------------------------- | --------------------- | -------------- | --------------------------------- | ------------------------------------------------------------------------------------------ |
| Комуністична партія України |                                 |                       |                |                                   |                                                                                            |
| 4                           | Андрєєв Віктор Володимирович    | 03.11.2010            | Освіта середня | член Комуністичної партії України | пенсіонер                                                                                  |
| 8                           | Олейніченко Дмитро Сергійович   | 03.11.2010            | Освіта середня | член Комуністичної партії України | ТОВ «Спринтер», вантажник                                                                  |
| Партія регіонів             |                                 |                       |                |                                   |                                                                                            |
| 2                           | Чуріков Олександр Олексійович   | 03.11.2010            | Освіта вища    | позапартійний                     | ВП шахтоуправління «Ровеньківське» ДП «Ровенькиантрацит», підземний електрослюсар          |
| 3                           | Мірошниченко Валерій Федорович  | 03.11.2010            | Освіта вища    | позапартійний                     | Чапаєвська загальноосвітня школа І-ІІ ст., вчитель фізики та математики                    |
| 5                           | Кучеренко Ірина Миколаївна      | 03.11.2010            | Освіта вища    | член Партії регіонів              | Михайлівська селищна рада, інспектор військово-облікового столу                            |
| 6                           | Гацюк Оксана Олексіївна         | 03.11.2010            | Освіта вища    | позапартійна                      | фізична особа-підприємець                                                                  |
| 7                           | Іванісов Василь Федорович       | 03.11.2010            | Освіта вища    | позапартійний                     | фізична особа-підприємець                                                                  |
| 9                           | Макаркін Олег Володимирович     | 03.11.2010            | Освіта середня | позапартійний                     | ВП шахтоуправління «Ровеньківське» ДП «Ровенькиантрацит», майстер підривник                |
| 10                          | Базовкіна Ольга Олексіївна      | 03.11.2010            | Освіта вища    | член Партії регіонів              | фізична особа-підприємець                                                                  |
| 11                          | Солдатенко Людмила Павлівна     | 03.11.2010            | Освіта вища    | позапартійна                      | Михайлівська загальноосвітня школа I-III ст., вчитель фізичної культури                    |
| 12                          | Вінда Олена Валеріївна          | 03.11.2010            | Освіта вища    | член Партії регіонів              | Михайлівська селищна рада, секретар                                                        |
| 13                          | Солдатенко Олександр Сергійович | 03.11.2010            | Освіта середня | позапартійний                     | тимчасово не працює                                                                        |
| 14                          | Гаврилова Ліна Іванівна         | 03.11.2010            | Освіта середня | позапартійна                      | фізична особа-підприємець                                                                  |
| 15                          | Гіталов Андрій Вікторович       | 03.11.2010            | Освіта вища    | позапартійний                     | ВП шахтоуправління «Ровеньківське» ДП «Ровенькиантрацит», машиніст гірничовидобувних машин |
| 16                          | Каурцева Раїса Іванівна         | 03.11.2010            | Освіта середня | позапартійна                      | фізична особа-підприємець                                                                  |
| 17                          | Гордієнко Володимир Пилипович   | 03.11.2010            | Освіта середня | позапартійний                     | пенсіонер                                                                                  |
| 18                          | Бойко Лідія Павлівна            | 03.11.2010            | Освіта середня | позапартійна                      | ВП шахтоуправління «Ровеньківське» ДП «Ровенькиантрацит», машиніст котельних установок     |
| 19                          | Василевська Любов Миколаївна    | 03.11.2010            | Освіта вища    | позапартійна                      | пенсіонер                                                                                  |
| 20                          | Кутепова Любов Миколаївна       | 03.11.2010            | Освіта середня | член Партії регіонів              | тимчасово не працює                                                                        |
| Самовисування               |                                 |                       |                |                                   |                                                                                            |
| 1                           | Арабаджи Сергій Іванович        | 03.11.2010            | Освіта вища    | позапартійний                     | ВП шахта «Комсомольська» ГП «Антрацит», гірничний робітник                                 |